# Камнеломка восходящая
Камнеломка восходящая (лат. Saxifraga adscendens) — вид травянистых растений рода Камнеломка (Saxifraga) семейства Камнеломковые (Saxifragaceae).

## Ботаническое описание

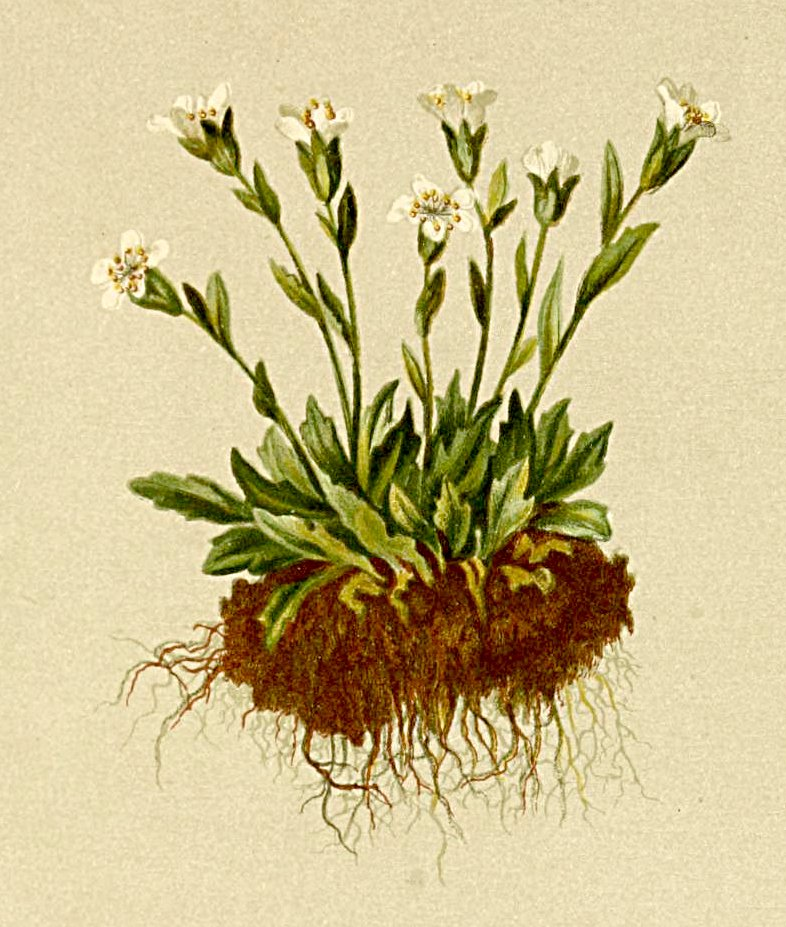
Камнеломка восходящая. Ботаническая иллюстрация из книги «Atlas der Alpenflora», 1882

## Распространение
Встречается в Европе и северной половине Северной Америки.